# Едуардас Межелайтіс
Едуа́рдас Межела́йтіс (лит. Eduardas Mieželaitis; 3 жовтня 1919, село Карейвішкяй — 6 червня 1997, Вільнюс) — литовський та радянський поет, перекладач, есеїст. Герой Соціалістичної праці (1974). Народний поет Литовської РСР (1974).

## Біографія
У 1923 з батьками переїхав у Каунас. З 1939 вчився на юридичному факультеті каунаського Університету Вітаутаса Великого, який взимку 1940 був переведений до Вільнюса. Перебував у підпільній комсомольскій організації. У 1940 працював в редакції газети «Komjaunimo tiesa» («Комсомольська правда»). У час Другої світової війни вивезений у сталінську Росію. З 1943 — військовий кореспондент в складі 16-ї Литовської дивізії.
Після повернення до Литви працював в окупаційних органах СССР: секретарем ЦК Комсомолу Литви (1944—1946). З 1946 — редактор комсомольського журналу «Яунімо грятос». У 1954—1959 секретар Союзу письменників Литви, голова правління СПЛ (1959—1970). Секретар правління Союзу письменників СРСР (з 1959).
Член ЦК Литовської комуністичної партії (1960—1989), депутат Верховної Ради СРСР (1962—1970), з 1975 — заступник голови Президії Верховної Ради Литовської РСР.
Премія імені Дж. Неру (1969). Народний поет Литви (1974), Герой Соціалістичної Праці (1974). Нагороджений орденом Леніна, іншими орденами, а також медалями.

## Літературна діяльність
Дебютував в нелегальному комсомольському альманаху і гімназичній газеті в 1935. Перші збірки віршів «Lyrika» («Лірика» 1943) і «Tėviškės vėjas» («Вітер батьківщини» 1946). На загальних зборах литовських радянських письменників в 1946 був підданий різкій критиці за безідейність творчості. Після цього займався перекладами О. С. Пушкіна, М. Ю. Лермонтова, Т. Г. Шевченка, Ш. Петефі і випустив декілька книжок з віршами для дітей («Aš jau ne pipiras: eilėraščiai vaikams», 1945, «Kuo būti»? («Ким бути», 1947), «Ką sakė obelėlė» («Що сказала яблунька», 1951).
Автор епічної «Братської поеми» (1955), збірок віршів і поетичної публіцистики «Mano lakštingala» («Мій соловей» 1952), «Чужі камені» (1957), «Сонце в бурштині» (1961), «Автопортрет. Авіаескізи» (1962), «Південна панорама» (1963), «Кардіограма» (1963), «Ліричні етюди» (1964), «Хліб і слово» (1965), «Нічні метелики» (1966), «Тут Литва» (1968), «Горизонти» (1970), «Бароко Антакальніса» (1971), «Бурштиновий птах» (1972) і багато інших.
Широку популярність придбав книгою віршів «Людина» (1961; Ленінська премія, 1962), що була перекладена багатьма мовами.

## Видання

### Російською мовою
- Кастант-музыкант. Москва, 1952.

Кастант-музыкант. Фрунзе, 1965.
Кастантас-музыкант. Вильнюс, 1978.
Кастантас-музыкант. Вильнюс, 1979.
Кастант-музыкант: для дошкольного возраста. Ленинград, 1983.
- Крылья: для младшего школьного возраста. Вильнюс, 1953
- Весенние гости: стихи. Москва, 1959
- Зайчик-мальчик: стихи: для дошкольного возраста. Вильнюс, 1960
- Кардиограмма: стихи. Москва, 1963.
- Человек (гравюры С. Красаускаса). Москва: Гослитиздат, 1963

Человек. Ереван, 1965.
Человек. Москва, 1971.
Человек. Вильнюс, 1975.
- Вечная струна: стихи. Москва, 1965.
- Ночные бабочки. Москва, 1969.
- Алелюмай. Москва, 1970.

- Контрапункт. Москва, 1972
- Собрание сочинений: в 3-х т. Москва, 1977.
- Голос: стихи. Вильнюс, 1977.
- Идет по свету солнце: из поэмы. Москва, 1978.
- Клочок небес. Вильнюс, 1981.
- Зайка — зазнайка: для дошкольного возраста. Вильнюс, 1982.
- Армянский феномен: стихи, статьи, заметки. Ереван, 1982.
- Сказки моего детства. Москва, 1982.
- Стихотворения. Москва, 1984.
- Мой двойной Арарат: стихи, поэмы, очерки. Ереван, 1984.

### Збірки віршів
- Dainų išausiu margą raštą. 1952.
- Mano lakštingala. 1956.
- Žvaigždžių papėdė. 1959.
- Broliška poema. Vilnius, 1960
- Lineliai. Vilnius, 1960
- Saulė gintare: eilėraščiai, apmąstymai. Vilnius, 1961
- Žmogus. Vilnius, 1962.
- Autoportretas. Aviaeskizai, 1962.
- Atogrąžos panorama. 1963.
- Lyriniai etiudai. 1964.
- Naktiniai drugiai: monologas. Vilnius, 1966.
- Antakalnio barokas. 1971.
- Žibuoklių žvaigždynai. 1977.
- Postskriptumai. 1986.
- Gnomos. 1987.
- Laida. 1992.
- Saulės vėjas. 1995.
- Mitai. 1996.
- Mažoji lyra. 1999.